# Edmund Heines
Edmund Heines (21 tháng 7 năm 1897 – 30 tháng 6 năm 1934) là một chính khách Đức Quốc xã và phó chỉ huy của Sturmabteilung (SA).
Heines là một trong những thành viên sớm nhất của Đảng Quốc xã và là thành viên hàng đầu của SA ở Munich, tham gia vào Hội trường Beer Putsch và trở thành người thực thi khét tiếng của đảng. Heines từng là phó của Ernst Röhm, chỉ huy của SA, trong khi nắm giữ một số vị trí cao cấp trong chính quyền Đức Quốc xã cho đến khi ông bị xử tử trong Đêm của những con dao dài vào tháng 6 năm 1934.

## Tuổi thơ
[[Tập |thumb|Heines (bên trái thứ hai) cùng với Heinrich Himmler, Franz von Epp, và Ernst Röhm vào 1933.]]
Edmund Heines sinh ngày 21 tháng 7 năm 1897 tại Munich, Đế quốc Đức, đứa con ngoài giá thú của Helene Martha Heines và Trung úy Edmund von, một người gốc Hamburg từ một gia đình thương gia mà bà là bảo mẫu. Năm 1903, Martha Heines hạ sinh đứa con thứ hai, Oskar Heines, người cũng được cho là đã được Giáo xứ làm cha. Năm 1915, Heines gia nhập Quân đội Bavaria để chiến đấu trong Thế chiến I sau khi tốt nghiệp trường Thể dục của mình, và chiến đấu trên Mặt trận phía Tây với tư cách là một người điều khiển pháo binh. Heines bị một vết thương nghiêm trọng vào cuối năm 1915, và được xuất ngũ với tư cách là một trung úy vào năm 1918.